# Cârțulești, Alba
Cârțulești este un sat în comuna Avram Iancu din județul Alba, Transilvania, România.